# Страх боје лаванде
Страх боје лаванде или љубичасти страх (енг Lavender scare) односи се на прогон хомосексуалаца у Сједињеним државама 1950-их година. Љубичасти страх је сличан црвеном страху који се развио у време макартизма. 

## Порекло израза
Назив је популаризован од стране америчког историчара Дејвида К. Џонсона током студије о анти-хомосексуалној кампањи повезаној са макартизмом током 1950-их година. Његова књига, The Lavender Scare (2004) понавља више пута израз „момак лаванде” (енг lavender lads) коју је искористио амерички сенатор Еверет Дирксен током своје кампање као синоним за хомосексуалце. Године 1952. Дирксен је изјавио да ће победа републиканаца на новембарским изборима означити уклањање "момака лаванде" из Стејт Департмента.  

## Историја
На почетку хладног рата, хомосексуалност се у Сједињеним Државама сматрала психијатријском болешћу, а содомија је била кажњива затвором у многим државама земље. Под великим притиском, САД се бојала да ће СССР искористити хомосексуалце и лезбијке како би открили поверљиве тајне Сједињених Држава. Како би били сигурни да тајне Америке неће бити одане, САД је одлучила да отпусти све хомосексуалце које раде у државним службама. 1950. године, државни секретар Џон Пјурифој обавестио је јавност да је отпустио 91 особу из Стејт Департмента. Током парламентарних саслушања на тему хомосексуалности, сенаторка Маргарет Чејс Смит питала је да ли постоји нека врста брзог теста или екографије која може открити ове „ствари”.